# Louis Jean Marie Daubenton

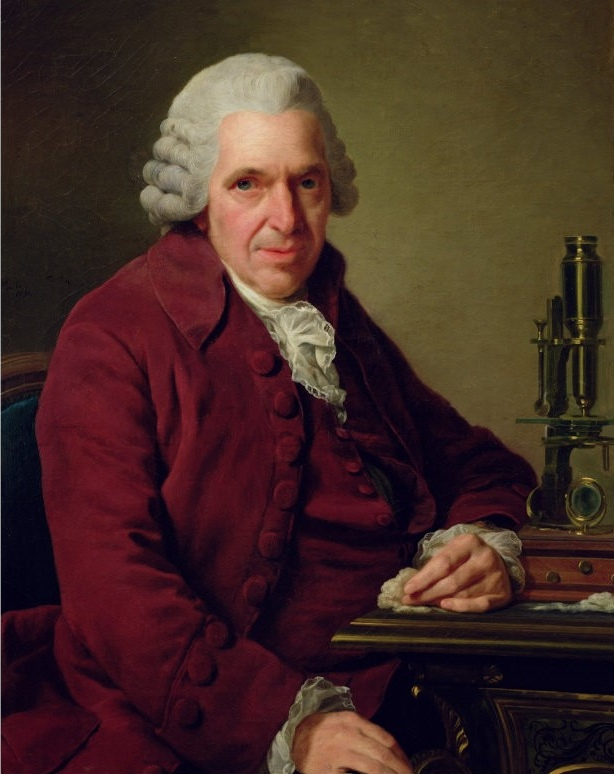
Louis Jean-Marie Daubenton, Gemälde von Alexander Roslin (1791)

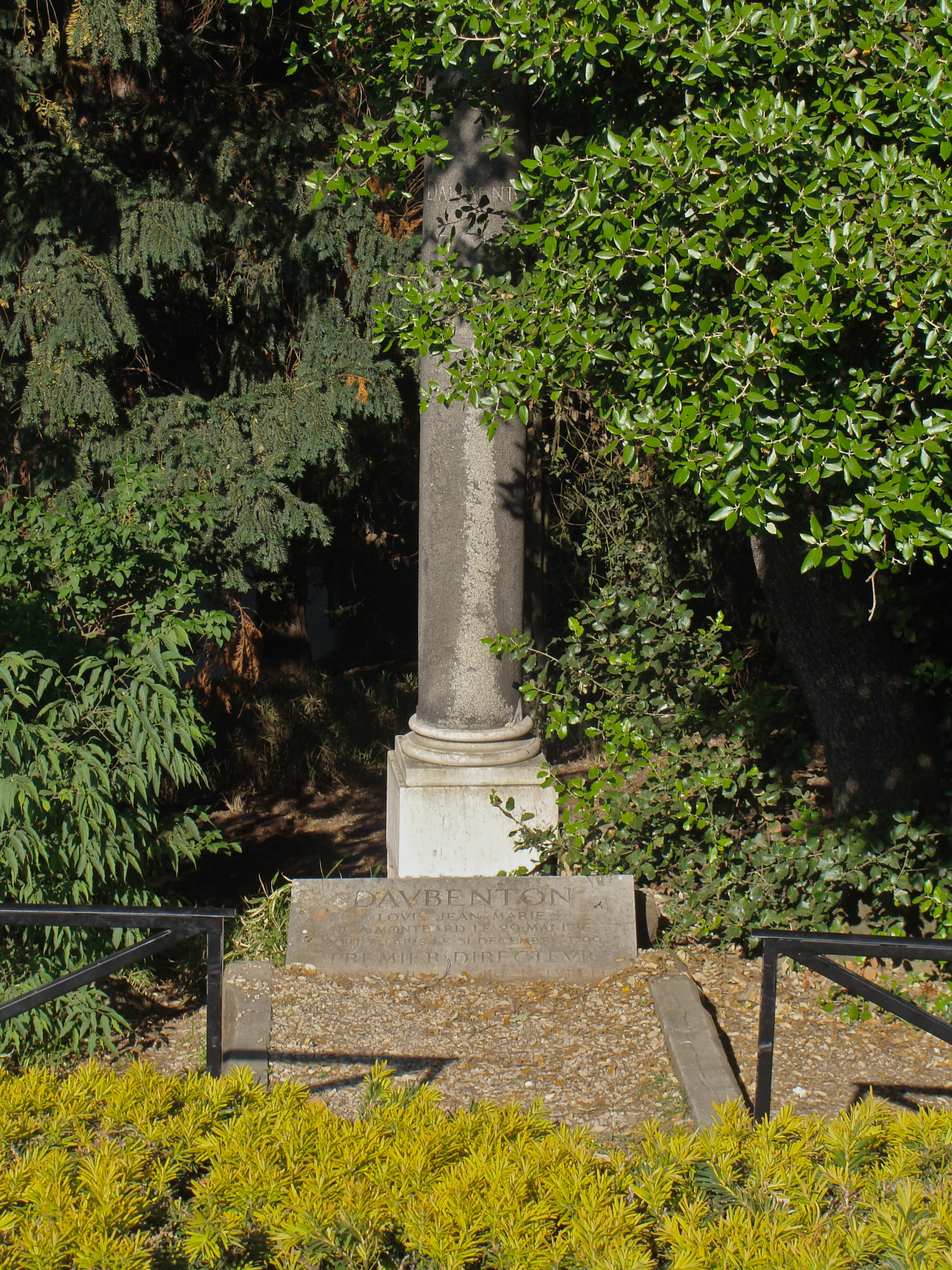
Grabstätte von Daubenton in den Gärten des Muséum national d’histoire naturelle

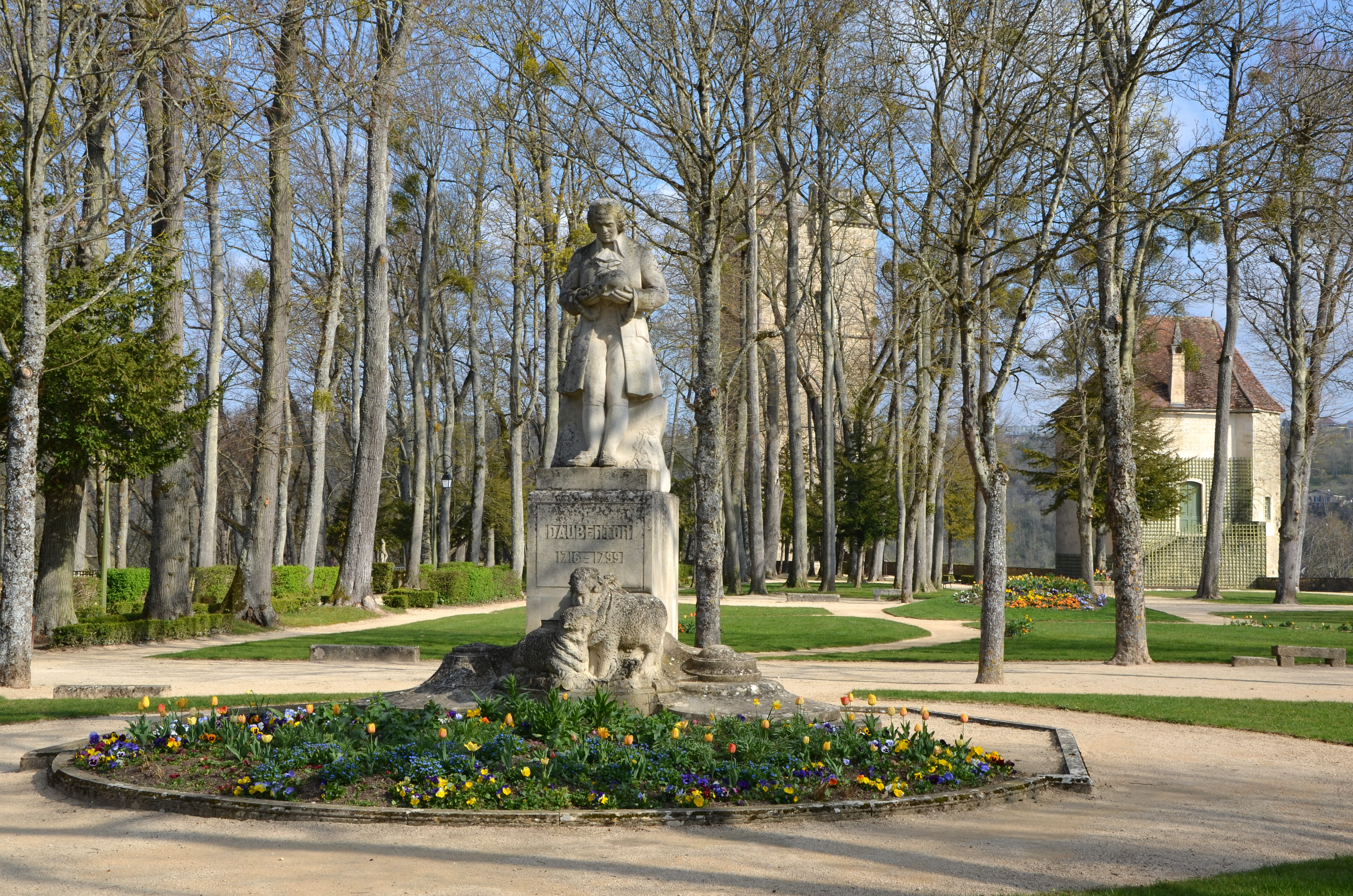
Statue von Daubenton im Parc Buffon in Montbard

Louis Jean Marie Daubenton (oder d’Aubenton; * 29. Mai 1716 in Montbard, Burgund; † 31. Dezember 1799 in Paris) war ein französischer Arzt und Naturforscher.

## Leben und Wirken
Daubenton war ein Sohn von Jean Daubenton (1669–1736), einem Notar, und dessen Frau Marie Pichenot (* ca. 1680). Pierre Daubenton war sein älterer Bruder. Er sollte auf Wunsch der Familie zum Priester ausgebildet werden. Im Alter von zwölf Jahren wurde er Novize. Er besuchte zunächst das jesuitische Collège des Godrans sowie das der Dominikaner in Dijon. Daubenton wurde nach Paris geschickt, um Theologie an der Sorbonne zu studieren. Während dieser Zeit begann er sich für Medizin zu interessieren. Er besuchte, ohne das Wissen seines Vaters, anatomische und botanische Vorlesungen am Jardin du Roi. Nach dem Tod seines Vaters im Jahr 1736 ging er nach Reims, um dort Medizin zu studieren. Daubenton wurde 1741 an der Universität Reims zum Doktor der Medizin promoviert. Er kehrte nach Montbard zurück, um dort als Arzt zu praktizieren.
Im Juli 1739 wurde Georges-Louis Leclerc de Buffon, der ebenfalls aus Montbard stammte, zum Intendanten des Jardin du Roi ernannt. Etwa 1740 forderte sein Gönner Jean-Frédéric Phélypeaux de Maurepas Buffon auf, einen Katalog des Bestände des Cabinet du roi (Kabinett des Königs) im Jardin du Roi von Paris zu erstellen. 1742 berief Buffon Daubenton nach Paris, um ihn bei seiner Arbeit dort zu unterstützen. Am 12. Juni 1745 wurde Daubenton zum Aufseher und Demonstrator („garde el démonstrateur“) des königlichen Kabinetts ernannt. Zuvor erschien 1743 in der Zeitschrift Histoire de l’Académie royale des sciences mit seinem Bericht über Schalentiere Daubentons erste Veröffentlichung, die zu seiner Aufnahme in die Académie des sciences führte.
Im Oktober 1748 wurde im Journal des sçavans das auf 15 Bände konzipierte und gemeinschaftlich von Daubenton und Buffon verfasste Werk Histoire naturelle, générale et particulière, avec la description du cabinet du roy (1749–1767) angekündigt. Die Veröffentlichung aller Bände erfolgte durch Laurent Durand von der königlichen Druckerei (Imprimerie Royale). Die ersten drei Bände erschienen gleichzeitig 1749. Davon verfasste Buffon die ersten beiden Bände allein. Der dritte Band enthält mit Description du Cabinet du roy hauptsächlich Daubentons Beschreibung des königlichen Kabinetts. Zu allen weiteren Bänden, die bis 1767 erschienen, lieferten beide Beiträge. Von Daubenton stammten hauptsächlich anatomische Beiträge. Insgesamt trug er zu den Bänden etwas weniger als die Hälfte des Textes bei.
Im Mai 1748 unterzeichnete Daubenton einen Vertrag mit Denis Diderot und Jean Baptiste le Rond d’Alembert, den Herausgebern der Encyclopédie. Für diese verfasste er von 1751 bis 1780 über 900 Einträge.
Am 21. Oktober 1754 heiratete er Marguerite Daubenton (1720–1818), eine Cousine ersten Grades und Schwester von Edme-Louis Daubenton (1732–1786). Das Paar hatte keine Kinder.
Für die Teilbände Histoire naturelle des animaux („Naturgeschichte der Tiere“) der Encyclopédie méthodique schrieb Daubenton Beiträge über die Vierbeiner und Wale (1782) und über die eierlegenden Vierfüßler und Schlangen (1784) und Fische (1787).
Daniel-Charles Trudaine (1703–1769), seit 1749 Handelsdirektor, und sein Sohn Jean-Charles-Philibert Trudaine de Montigny (1733–1777) beauftragten Daubenton die französischen Hausschafrassen zu verbessern, damit sie eine bessere Wollqualität als die der spanischen Merinowolle liefern könnten. 1766 gründete Daubenton in der Nähe seiner Heimatstadt Montbard eine Schaffarm. Die Regierung erklärte sich bereit, das Unternehmen zu subventionieren. Er züchtete Schafe aus dem Roussillon, Flandern, Spanien, England, Marokko und Tibet. Er dokumentierte ihre Haltung, ihre Kreuzungen und führte nach ihrem Tod Autopsien durch. Die Ergebnisse seiner Untersuchungen veröffentlichte Daubenton 1782 unter dem Titel Instruction pour les bergers (Katechismus der Schaafzucht) 1783 wurde Daubenton Professor der Agrarökonomie an der École nationale vétérinaire d’Alfort bei Paris.
Am 9. Juli 1793 wurde er zum ersten Direktor des Muséum national d’histoire naturelle gewählt. Außerdem wurde er auf den dortigen Lehrstuhl für Mineralogie berufen, den er bis zu seinem Tod bekleidete. Zu seinen Schülern gehörte unter anderen René Just Haüy. Am 24. Dezember 1799 wurde er unter Napoleons Konsulat zum Mitglied des Senats (Sénat conservateur) berufen. Während der ersten Sitzung des Senats erlitt er einen Schlaganfall, an dessen Folgen er kurz darauf verstarb.

## Ehrungen
Am 19. März 1744 wurde Daubenton als „adjoint botaniste“ in die Académie des sciences aufgenommen. Am 13. August 1758 wurde er zum „associe botaniste“, am 29. Mai 1759 zum „associé anatomiste“ und schließlich am 16. Mai 1760 zum „pensionnaire anatomiste“ befördert. Seit dem 15. Juni 1752 war er auswärtiges Mitglied der Preußischen Akademie der Wissenschaften. Am 9. Januar 1755 wurde er zum Mitglied („Fellow“) der Royal Society gewählt. 1775 wurde er Mitglied der American Philosophical Society. Seit Dezember 1776 war er Ehrenmitglied der Russischen Akademie der Wissenschaften in Sankt Petersburg. 1779 wurde Daubenton Mitglied der Real Sociedad Bascongada de los Amigos del País und 1786 Mitglied der Société Vaudoise des Sciences Naturelles sowie der Accademia dei Georgofili.
Die Wasserfledermaus (Myotis daubentonii) und das Fingertier (Daubentonia madagascariensis) wurden nach Daubenton benannt.

## Schriften (Auswahl)
Bücher
- Quaestio medica, An quinque medicinae partes medico necessariae. Reims 1741 – Promotion unter Pierre Josnet (1727–1766).
- Instruction pour les bergers et pour les propriétaires de troupeaux. Paris 1782 (Digitalisat).

  - Katechismus der Schaafzucht zum Unterrichte für Schäfer und Schäferey-Herren. Leipzig / Dessau 1784 – herausgegeben von Christian August Wichmann.
    - 2. Auflage. Siegert, Liegnitz / Leipzig 1795 (Digitalisat) – herausgegeben von Christian August Wichmann.

  - 3. Auflage. Paris 1802 (Digitalisat).
  - 4. Auflage. Paris 1810 (Digitalisat).
- Tableau méthodique des minéraux, suivant leurs différentes natures […]. Paris 1784 (Digitalisat).
  - 4. Auflage, Paris 1792 (Digitalisat).
  - 5. Auflage, Paris 1796.
  - 7. Auflage, Paris 1798.
- Mémoire sur les indigestions, qui commencent à être plus fréquentes pour la plupart des hommes à l'âge de quarante à quarante-cinq ans. Paris 1785 (Digitalisat).
  - 2. Auflage, Paris 1798.
- Lettre du professeur d’histoire naturelle des anciennes écoles normales à un professeur d’histoire naturelle d’une école centrale. Du Pont, Paris [1797] (Digitalisat).

Histoire naturelle, générale et particulière Band 3–15 (1749–1767)
Die Beiträge Daubentons sind im Inhaltsverzeichnis des jeweiligen Bandes aufgeführt.
- Description du Cabinet du roy. Band 3, Paris 1749 (Digitalisat).
  - 2. Auflage, Paris 1750 (Digitalisat).
- Band 4, Paris 1753 (Inhaltsverzeichnis).
- Band 5, Paris 1755 (Inhaltsverzeichnis).
- Band 6, Paris 1756 (Inhaltsverzeichnis).
- Band 7, Paris 1758 (Inhaltsverzeichnis).
- Band 8, Paris 1760 (Inhaltsverzeichnis).
- Band 9, Paris 1761 (Inhaltsverzeichnis).
- Band 10, Paris 1763 (Inhaltsverzeichnis).
- Band 11, Paris 1764 (Inhaltsverzeichnis).
- Band 12, Paris 1764 (Inhaltsverzeichnis).
- Band 13, Paris 1765 (Inhaltsverzeichnis).
- Band 14, Paris 1766 (Inhaltsverzeichnis).
- Band 15, Paris 1767 (Inhaltsverzeichnis).

Encyclopédie Band 1 bis 11 (1751–1765)
Daubentons über 900 Beiträge sind meist mit „(I)“ gekennzeichnet.
- Animalcule. Band 1, 1751, S. 474–475 (Digitalisat).
- Botanique. Band 2, 1752, S. 340–345 (Digitalisat).
- Cornaline. Band 4, 1754, S. 244–245 (Digitalisat).
- Crocodile. Band 4, 1754, S. 501 (Digitalisat).

Encyclopédie méthodique 1782–1787
- Histoire naturelle des animaux. Band 1: [Les animaux quadrupedes et les cetacés]. Paris / Lüttich 1782 (Digitalisat) darin:
  - Introduction à l’histoire naturelle. S. I–X (Digitalisat).
  - Les Trois règnes de la nature. S. XI–XV (Digitalisat).
  - Règne animal. In: Histoire naturelle des animaux. S. XVI–XVIII (Digitalisat).
  - Histoire naturelle de l’Homme. S. XIX–LXXXXII (Digitalisat).
- Les animaux quadrupèdes, ovipares, et les serpents. In: Histoire naturelle des animaux. Band 2: Oiseaux. Paris / Lüttich 1784, S. 545–705 (Digitalisat).
- Histoire naturelle des animaux. Band 3: Poissons. Paris / Lüttich 1787 (Digitalisat).

Beiträge in den Mémoires de mathématique et de physique
- De la connaissance des pierres précieuses. In: Histoire de l’Académie royale des sciences Année MDCCL. Avec les mémoires de mathématique et de physique. Paris 1754, S. 28–38 (Digitalisat).
- Mémoire sur l’hippomanes. In: Histoire de l’Académie royale des sciences Année MDCCLI. Avec les mémoires de mathématique et de physique. Paris 1755, S. 293–300 (Digitalisat).
- Mémoire sur les os et les dents remarquables par leur grandeur. In: Histoire de l’Académie royale des sciences Année MDCCLII. Avec les mémoires de mathématique et de physique. Paris 1764, S. 206–229 (Digitalisat).
- Observation sur la liqueur de l’allantoïde. In: Histoire de l’Académie royale des sciences Année MDCCLII. Avec les mémoires de mathématique et de physique. Paris 1764, S. 392–398 (Digitalisat).
- Mémoire sur l’albastre. In: Histoire de l’Académie royale des sciences Année MDCCLIV. Avec les mémoires de mathématique et de physique. Paris 1759, S. 237–249 (Digitalisat).
- Sur les musaraignes. In: Histoire de l’Académie royale des sciences Année MDCCLVI. Avec les mémoires de mathématique et de physique. Paris 1762, S. 203–213 (Digitalisat).
- Mémoire sur les chauves-souris. In: Histoire de l’Académie royale des sciences Année MDCCLIX. Avec les mémoires de mathématique et de physique. Paris 1765, S. 374–398 (Digitalisat).
- Mémoire sur les différences de la situation du grand trou occipital dans l’homme et dans les animaux. In: Histoire de l’Académie royale des sciences Année MDCCLXIV. Avec les mémoires de mathématique et de physique. Paris 1767, S. 568–575 (Digitalisat).
- Mémoire sur le mécanisme de la Rumination et sur le tempérament des bêtes à laine. In: Histoire de l’Académie royale des sciences Année MDCCLXVIII. Avec les mémoires de mathématique et de physique. Paris 1770, S. 389–398 (Digitalisat).
- Observation sur les bêtes à laine, parquées pendant toute l’année. In: Histoire de l’Académie royale des sciences Année MDCCXXII. Avec les mémoires de mathématique et de physique. Teil 1, Paris 1775, S. 436–444 (Digitalisat).
- Observations sur l’animal qui porte le musc, et sur ses rapports avec les autres animaux. In: Histoire de l’Académie royale des sciences Année MDCCXXII. Avec les mémoires de mathématique et de physique. Teil 2, Paris 1775, S. 215–220 (Digitalisat).
- Mémoire sur l’amélioration des bêtes à laine. In: Histoire de l’Académie royale des sciences Année MDCCXXVII. Avec les mémoires de mathématique et de physique. Paris 1780, S. 79–87 (Digitalisat).
- Mémoire sur les laines de France comparées aux laines étrangères. In: Histoire de l’Académie royale des sciences Année MDCCXXIX. Avec les mémoires de mathématique et de physique. Paris 1782, S. 1–11 (Digitalisat).
- Observations sur les bois du chêne et du châtaignier. In: Histoire de l’Académie royale des sciences Année MDCCXXXI. Avec les mémoires de mathématique et de physique. Paris 1784, S. 295–296 (Digitalisat).
- Observations sur le spath étincelant, sur l’aventurine naturelle, et sur la pierre appelée oeil de poisson. In: Histoire de l’Académie royale des sciences Année MDCCXXXI. Avec les mémoires de mathématique et de physique. Paris 1784, S. 5–8 (Digitalisat).
- Observation sur la disposition de la trachée-artère de différentes espèces d’oiseaux, et sur-tout de l’oiseau appelé Pierre. In: Histoire de l’Académie royale des sciences Année MDCCXXXI. Avec les mémoires de mathématique et de physique. Paris 1784, S. 369–376 (Digitalisat).
- Observations sur un grand os qui a été trouvé en terre dans Paris, et sur la conformation des os de la tête des cétacés. In: Histoire de l’Académie royale des sciences Année MDCCXXXII. Avec les mémoires de mathématique et de physique. Paris 1785, S. 211–218 (Digitalisat).
- Mémoire sur les causes qui produisent trois sortes d’herborisations dans les pierres. In: Histoire de l’Académie royale des sciences Année MDCCXXXII. Avec les mémoires de mathématique et de physique. Paris 1785, S. 667–673 (Digitalisat).
- Mémoire sur premier drap de laine superfine du crû de la France. In: Histoire de l’Académie royale des sciences Année MDCCLXXXIV. Avec les mémoires de mathématique et de physique. Paris 1787, S. 76–84 (Digitalisat).
- Observations sur la comparaison de la nouvelle laine superfine de France, avec la plus belle laine d’Espagne, dans la fabrication du drap. In: Histoire de l’Académie royale des sciences Année MDCCXXXV. Avec les mémoires de mathématique et de physique. Paris 1788, S. 454–464 (Digitalisat).
- Mémoire sur la pierre de poix, Pechstein des Allemands. In: Histoire de l’Académie royale des sciences Année MDCCXXXVII. Avec les mémoires de mathématique et de physique. Paris 1789, S. 86–91 (Digitalisat).
- Observations sur un granitelle globuleux. In: Histoire de l’Académie royale des sciences Année MDCCLXXXX. Avec les mémoires de mathématique et de physique. Paris 1797, S. 659–664 (Digitalisat).
- Observations sur l’organisation et l’aceroissement du bois. In: Histoire de l’Académie royale des sciences Année MDCCLXXX. Avec les mémoires de mathématique et de physique. Paris 1797, S. 665–675 (Digitalisat).

Histoire de la Société royale de médecine
- Mémoire sur les remèdes les plus nécessaires aux troupeaux. In: Histoire de la Société royale de médecine. Année MDCCLXXVI. Avec les mémoires de médecine et de physique médicale. Paris 1779, S. 312–320 (Digitalisat, Digitalisat).
- Memoire sur le régime le plus necessaire aux troupeaux. In: Histoire de la Société royale de médecine. Années M. DCC. LXXVII et M. DCC. LXXVIII. Avec les mémoires de médecine et de physique médicale. Paris 1780, S. 570–578 (Digitalisat, Digitalisat).
- Mémoire sur les remedes purgatifs bons pour les bétes à laine. In: Histoire de la Société royale de médecine. Années M. DCC. LXXX et M. DCC. LXXXI. Avec les mémoires de médecine et de physique médicale. Paris 1785, S. 256–263 (Digitalisat, Digitalisat).
- Mémoire sur la pierre a lancettes. In: Histoire de la Société royale de médecine. Année M. DCC. LXXXII et Ier partie de l'année M. DCC. LXXXIII. Avec les mémoires de médecine et de physique médicale. Paris 1787, S. 563–568 (Digitalisat, Digitalisat).

Mémoires d’agriculture, d’économie rurale et domestique
- Mémoire sur l’amélioration des troupeaux dans la généralité de Paris et dans les autres Provinces de la France. In: Mémoires d’agriculture, d’économie rurale et domestique. Année 1786. Trimestre d’hiver. Paris 1786, S. 25–35 (Digitalisat).
- Observations sur l’organisation des Tumeurs, des Excroissances, des Broussins, et des Loupes du tronc et des branches des arbres. In: Mémoires d’agriculture, d’économie rurale et domestique. Année 1786. Trimestre du printems. Paris 1786, S. 64–74 (Digitalisat).
- Mémoire sur le moyen d’augmenter dans un espace de terre, le nombre des Arbres et le produit de leur feuillage et de leurs fruits. In: Mémoires d’agriculture, d’économie rurale et domestique. Année 1786. Trimestre d’ete. Paris 1786, S. 28–37 (Digitalisat).
- Observations sur une Gélivure totale. In: Mémoires d’agriculture, d’économie rurale et domestique. Année 1786. Trimestre d’automne. Paris 1786, S. 13–19 (Digitalisat).
- Observations sur un grand Arbre du Chili. In: Mémoires d’agriculture, d’économie rurale et domestique. Année 1787. Trimestre d’hiver. Paris 1787, S. 191–200 ([ Digitalisat]).

La Médecine éclairée par les sciences physiques
- Observations sur les Bézoards et autres concrétions. In: La Médecine éclairée par les sciences physiques, ou Journal des découvertes relatives aux différentes parties de l’art de guérir. Band 2, Paris 1792, S. 101–111 (Digitalisat).
- Suite des Observations sur les Bézoards et autres concrétions.  In: La Médecine éclairée par les sciences physiques, ou Journal des découvertes relatives aux différentes parties de l’art de guérir. Band 2, Paris 1792, S. 135–139 (Digitalisat).
- Observation sur les mamelles des chevaux.In: La Médecine éclairée par les sciences physiques, ou Journal des découvertes relatives aux différentes parties de l’art de guérir. Band 2, Paris 1792, S. 274–279 (Digitalisat).
- Observations sur l’accroissement des bois, comparé à celui des os. In: La Médecine éclairée par les sciences physiques, ou Journal des découvertes relatives aux différentes parties de l’art de guérir. Band 3, Paris 1792, S. 325–335 (Digitalisat).
- Observation sur les trachées des plantes. In: La Médecine éclairée par les sciences physiques, ou Journal des découvertes relatives aux différentes parties de l’art de guérir. Band 4, Paris 1792, S. 142–145 (Digitalisat).

Magasin Encyclopédique
- Mémoire sur les pierres figurées et principalement sur la pierre de Florence. In: Magasin Encyclopédique, ou journal des sciences, des lettres et des arts. Band 1, Paris 1795, S. 38–45 (Digitalisat).
- Observations sur la division générate el méthodique des productions de la nature. In: Magasin Encyclopédique, ou journal des sciences, des lettres et des arts. Seconde Année. Band 3, Paris 1796, S. 7–10 (Digitalisat).
- Observations sur les noms imposés aux pierres nouvellement découvertes, lues à l’ouverture du cours de Minéralogie, le 1er floréal an VI. In: Magasin Encyclopédique, ou journal des sciences, des lettres et des arts. IV. Année. Band 2, Paris 1798, S. 7–23 (Digitalisat).

Mémories de l’lnstitut national
- Plan des expériences qui se font au Jardin des Plantes sur les moutons et d’autres animaux domesliques. In: Mémories de l’lnstitut national des sciences et arts. Sciences mathématiques et physiques. Band 1, Paris 1798, S. 377–386 (Digitalisat).
- Observations sur les caractères génériques en histoire naturelle.  In: Mémories de l’lnstitut national des sciences et arts. Sciences mathématiques et physiques. Band 1, Paris 1798, S. 387–396 (Digitalisat).
- Moyens d’augmenter la production du bled sur le sol de la République franûaise par le parcage des moutons et la suppression des jachères. In: Mémories de l’lnstitut national des sciences et arts. Sciences mathématiques et physiques. Band 1, Paris 1798, S. 397–404 (Digitalisat).
- Observations sur une pétrefaction du mont de Terre-Noire, Département de la Loire. In: Mémories de l’lnstitut national des sciences et arts. Sciences mathématiques et physiques. Band 1, Paris 1798, S. 543–548 (Digitalisat).

Weitere Zeitschriftenbeiträge
- Sur la distribution méthodique des Coquillages, et description particulière d’une espèce de Buccin ou de Limaçon terrestre. In: Histoire de l’Académie royale des sciences Année MDCCXLIII. Avec les mémoires de mathématique et de physique. Paris 1746, S. 45–48 (Digitalisat).
- Sur la maniére de distinguer les différentes pierres précieuses. In: Histoire de l’Académie royale des sciences Année MDCCCL. Avec les mémoires de mathématique et de physique. Paris 1754, S. 26–30 (Digitalisat).
  - Reflexionen über die methodische Eintheilung der Naturprodukte. In: Archiv für die Physiologie. Band 4, Nr. 1, Halle 1800, S. 172–176 (Digitalisat).
- Sur les couches du globe de la terre. In: Séances des écoles normales. 1. Teil, Band 2, Paris 1775–1776, S. 265–290 (Digitalisat).